# 李崇 (陈留侯)
李崇（454年—525年），字继长，小名继伯，顿丘卫国（今河南省清丰县）人。
北魏献文帝之母文成元皇后二哥李诞之子。十四歲拜主文中散，袭爵陈留公。擔任镇西大将军。高祖初年，为大使巡察冀州。不久即以本官行梁州刺史。延兴五年（475年），任兖州（今河南滑县）刺史。兖州多劫盗，李崇令各村建楼，楼上悬有一鼓。盗发之处，居民以双槌击鼓，糾集百姓除賊。曾任扬州（今安徽寿县）刺史。李崇有方略，得民心，天監六年鎮守壽春，壽春十年，召集壯士數千人，有敵人來無不摧破，敵謂之“卧虎”。

## 家庭

### 子女
- 李世哲，北魏镇西将军、泾州刺史、卫国子
- 李神轨，北魏武卫将军、都督、陈留烈侯
- 李邪输

## 延伸阅读
[在维基数据编辑]
 在维基文库阅读此作者作品
 《魏書/卷66》，出自魏收《魏书》